# Yale Law School
Yale Law School, abreviada como YLS, é a faculdade de Direito da Universidade Yale, situada em New Haven, Connecticut, nos Estados Unidos.
Fundada em 1824, a escola oferece quatro tipos de graus acadêmicos em direito. Ela também recebe estudantes e pesquisadores visitantes de todo o mundo. O prestígio da faculdade e seu pequeno tamanho fazem de seu processo de admissões o mais seletivo dentre todas as escolas de direito dos Estados Unidos. Além disso, Yale tem sido classificada, em todos os anos, como a número um da lista organizada pela U.S. News & World Report.
Sua rácio aluno-professor de 6.8 para 1 é a mais baixa entre as escolas americanas de direito.
A biblioteca da escola, Lillian Goldman Law Library, contém mais de um milhão de volumes.